# Motreff
Motreff (tiếng Breton: Motrev) là một xã của tỉnh Finistère, thuộc vùng Bretagne, miền tây bắc Pháp.

## Dân số
Người dân ở Motreff được gọi là Motreffois.